# Dmytriwka (rejon krzemieńczucki)
Dmytriwka (ukr. Дмитрівка) – wieś na Ukrainie, w obwodzie połtawskim, w rejonie krzemieńczuckim, w hromadzie Horiszni Pławni. W 2001 liczyła 1698 mieszkańców, spośród których 1525 wskazało jako ojczysty język ukraiński, 169 rosyjski, 1 mołdawski, 1 węgierski, a 2 białoruski.